# Herald Sun Tour 2020
La 67.ª edición del Herald Sun Tour fue una carrera de ciclismo en ruta por etapas que se celebró entre el 5 y el 9 de febrero de 2020 en Australia con inicio en Nagambie y final en la ciudad de Melbourne sobre un recorrido de 612,1 km.
La carrera hizo parte del UCI Oceania Tour 2020, dentro de la categoría UCI 2.1 y fue ganada por el corredor australiano Jai Hindley del equipo Sunweb. El podio lo completaron, como segundo y tercer clasificado respectivamente, los también australianos Sebastian Berwick del St George Continental y Damien Howson del Mitchelton-Scott.

## Equipos participantes
Tomaron parte en la carrera 14 equipos, de los cuales 4 fueron de categoría UCI WorldTeam, 9 de categoría Continental y uno amateur de Australia, quienes formaron un pelotón de 95 ciclistas de los que terminaron 80. Los equipos participantes fueron:
| WorldTeams (4)- Mitchelton-Scott - EF Pro Cycling - Team Sunweb - Israel Start-Up Nation Equipos continentales (9)- Sapura - Team BridgeLane - St George Continental Cycling Team - Kinan Cycling Team - ARA Pro Racing Sunshine Coast - Oliver's Real Food - Aevolo - Black Spoke Pro Cycling Academy - Nero Continental translation for headoftableIII_translate index 39 not found- Korda Mentha Real Estate Australia |
| |

## Recorrido
| Etapa     | Fecha    | Recorrido                | type                   | Distancia (km) | Ganador         | Líder           |
| --------- | -------- | ------------------------ | ---------------------- | -------------- | --------------- | --------------- |
| 1.ª etapa | 5 de feb | Nagambie – Shepparton    | etapa llana            | 120,7          | Alberto Dainese | Alberto Dainese |
| 2.ª etapa | 6 de feb | Beechworth – Falls Creek | etapa de media montaña | 117,6          | Jai Hindley     | Jai Hindley     |
| 3.ª etapa | 7 de feb | Bright – Wangaratta      | etapa escarpada        | 178,1          | Kaden Groves    | Jai Hindley     |
| 4.ª etapa | 8 de feb | Mansfield – Monte Buller | etapa de media montaña | 106,6          | Jai Hindley     | Jai Hindley     |
| 5.ª etapa | 9 de feb | Melbourne – Melbourne    | etapa llana            | 89,1           | Kaden Groves    | Jai Hindley     |

## Desarrollo de la carrera

### 1.ª etapa
| Nagambie - Shepparton | etapa llana | (120,7 km) |

| \| Clasificación de la etapa \| Clasificación de la etapa \| Clasificación de la etapa \| Clasificación de la etapa \| Clasificación de la etapa \| \| Ciclista \| Ciclista \| Equipo \| Tiempo \| \| \| ------------------------- \| ------------------------- \| ---------------------------------- \| ------------------------- \| ------------------------- \| \| 1.º \| Alberto Dainese \| Team Sunweb \| 2 h 36 min 42 s \| \| \| 2.º \| Kaden Groves \| Mitchelton-Scott \| + 0 s \| \| \| 3.º \| Moreno Hofland \| EF Pro Cycling \| + 0 s \| \| \| 4.º \| Mihkel Räim \| Israel Start-Up Nation \| + 0 s \| \| \| 5.º \| Godfrey Slattery \| Korda Mentha Real Estate Australia \| + 0 s \| \| \| 6.º \| Michael Rice \| Hagens Berman Axeon \| + 0 s \| \| \| 7.º \| Roy Eefting \| Team Sapura Cycling \| + 0 s \| \| \| 8.º \| Yasuharu Nakajima \| Kinan Cycling Team \| + 0 s \| \| \| 9.º \| Thomas Scully \| EF Pro Cycling \| + 0 s \| \| |                   |                                    |                 |
| |                   |                                    |                 |
| |                   |                                    |                 |
| Clasificación de la etapa |                   |                                    |                 |
| Ciclista | Ciclista          | Equipo                             | Tiempo          |
| 1.º | Alberto Dainese   | Team Sunweb                        | 2 h 36 min 42 s |
| 2.º | Kaden Groves      | Mitchelton-Scott                   | + 0 s           |
| 3.º | Moreno Hofland    | EF Pro Cycling                     | + 0 s           |
| 4.º | Mihkel Räim       | Israel Start-Up Nation             | + 0 s           |
| 5.º | Godfrey Slattery  | Korda Mentha Real Estate Australia | + 0 s           |
| 6.º | Michael Rice      | Hagens Berman Axeon                | + 0 s           |
| 7.º | Roy Eefting       | Team Sapura Cycling                | + 0 s           |
| 8.º | Yasuharu Nakajima | Kinan Cycling Team                 | + 0 s           |
| 9.º | Thomas Scully     | EF Pro Cycling                     | + 0 s           |

| \| Clasificación general \| Clasificación general \| Clasificación general \| Clasificación general \| Clasificación general \| \| Ciclista \| Ciclista \| Equipo \| Tiempo \| \| \| --------------------- \| --------------------- \| ---------------------------------- \| --------------------- \| --------------------- \| \| 1.º \| Alberto Dainese \| Team Sunweb \| 2 h 36 min 42 s \| \| \| 2.º \| Kaden Groves \| Mitchelton-Scott \| + 4 s \| \| \| 3.º \| Moreno Hofland \| EF Pro Cycling \| + 6 s \| \| \| 4.º \| Roy Eefting \| Team Sapura Cycling \| + 7 s \| \| \| 5.º \| Ben Hill \| Team BridgeLane \| + 7 s \| \| \| 6.º \| Craig Wiggins \| St George Continental Cycling Team \| + 9 s \| \| \| 8.º \| Mihkel Räim \| Israel Start-Up Nation \| + 10 s \| \| \| 9.º \| Godfrey Slattery \| Korda Mentha Real Estate Australia \| + 10 s \| \| \| 10.º \| Michael Rice \| Hagens Berman Axeon \| + 10 s \| \| |                  |                                    |                 |
| |                  |                                    |                 |
| |                  |                                    |                 |
| Clasificación general |                  |                                    |                 |
| Ciclista | Ciclista         | Equipo                             | Tiempo          |
| 1.º | Alberto Dainese  | Team Sunweb                        | 2 h 36 min 42 s |
| 2.º | Kaden Groves     | Mitchelton-Scott                   | + 4 s           |
| 3.º | Moreno Hofland   | EF Pro Cycling                     | + 6 s           |
| 4.º | Roy Eefting      | Team Sapura Cycling                | + 7 s           |
| 5.º | Ben Hill         | Team BridgeLane                    | + 7 s           |
| 6.º | Craig Wiggins    | St George Continental Cycling Team | + 9 s           |
| 8.º | Mihkel Räim      | Israel Start-Up Nation             | + 10 s          |
| 9.º | Godfrey Slattery | Korda Mentha Real Estate Australia | + 10 s          |
| 10.º | Michael Rice     | Hagens Berman Axeon                | + 10 s          |

### 2.ª etapa
| Beechworth - Falls Creek | etapa de media montaña | (117,6 km) |

| \| Clasificación de la etapa \| Clasificación de la etapa \| Clasificación de la etapa \| Clasificación de la etapa \| Clasificación de la etapa \| \| Ciclista \| Ciclista \| Equipo \| Tiempo \| \| \| ------------------------- \| ------------------------- \| ------------------------- \| ------------------------- \| ------------------------- \| \| 1.º \| Jai Hindley \| Team Sunweb \| 3 h 06 min 29 s \| \| \| 2.º \| Damien Howson \| Mitchelton-Scott \| + 0 s \| \| \| 3.º \| Sebastian Berwick \| \| + 0 s \| \| \| 4.º \| Neilson Powless \| EF Pro Cycling \| + 13 s \| \| \| 5.º \| Michael Storer \| Team Sunweb \| + 37 s \| \| \| 6.º \| Jesse Ewart \| Team Sapura Cycling \| + 49 s \| \| \| 7.º \| James Whelan \| EF Pro Cycling \| + 1 min 01 s \| \| \| 8.º \| Jay Vine \| Nero Continental \| + 1 min 01 s \| \| \| 9.º \| Thomas Lebas \| Kinan Cycling Team \| + 1 min 05 s \| \| \| 10.º \| Robert Power \| Team Sunweb \| + 1 min 09 s \| \| |                   |                     |                 |
| |                   |                     |                 |
| |                   |                     |                 |
| Clasificación de la etapa |                   |                     |                 |
| Ciclista | Ciclista          | Equipo              | Tiempo          |
| 1.º | Jai Hindley       | Team Sunweb         | 3 h 06 min 29 s |
| 2.º | Damien Howson     | Mitchelton-Scott    | + 0 s           |
| 3.º | Sebastian Berwick |                     | + 0 s           |
| 4.º | Neilson Powless   | EF Pro Cycling      | + 13 s          |
| 5.º | Michael Storer    | Team Sunweb         | + 37 s          |
| 6.º | Jesse Ewart       | Team Sapura Cycling | + 49 s          |
| 7.º | James Whelan      | EF Pro Cycling      | + 1 min 01 s    |
| 8.º | Jay Vine          | Nero Continental    | + 1 min 01 s    |
| 9.º | Thomas Lebas      | Kinan Cycling Team  | + 1 min 05 s    |
| 10.º | Robert Power      | Team Sunweb         | + 1 min 09 s    |

| \| Clasificación general \| Clasificación general \| Clasificación general \| Clasificación general \| Clasificación general \| \| Ciclista \| Ciclista \| Equipo \| Tiempo \| \| \| --------------------- \| --------------------- \| --------------------- \| --------------------- \| --------------------- \| \| 1.º \| Jai Hindley \| Team Sunweb \| 5 h 43 min 01 s \| \| \| 2.º \| Damien Howson \| Mitchelton-Scott \| + 4 s \| \| \| 3.º \| Sebastian Berwick \| \| + 6 s \| \| \| 4.º \| Neilson Powless \| EF Pro Cycling \| + 23 s \| \| \| 5.º \| Michael Storer \| Team Sunweb \| + 47 s \| \| \| 6.º \| Jesse Ewart \| Team Sapura Cycling \| + 59 s \| \| \| 7.º \| James Whelan \| EF Pro Cycling \| + 1 min 01 s \| \| \| 8.º \| Jay Vine \| Nero Continental \| + 1 min 01 s \| \| \| 9.º \| Thomas Lebas \| Kinan Cycling Team \| + 1 min 15 s \| \| \| 10.º \| Robert Power \| Team Sunweb \| + 1 min 19 s \| \| |                   |                     |                 |
| |                   |                     |                 |
| |                   |                     |                 |
| Clasificación general |                   |                     |                 |
| Ciclista | Ciclista          | Equipo              | Tiempo          |
| 1.º | Jai Hindley       | Team Sunweb         | 5 h 43 min 01 s |
| 2.º | Damien Howson     | Mitchelton-Scott    | + 4 s           |
| 3.º | Sebastian Berwick |                     | + 6 s           |
| 4.º | Neilson Powless   | EF Pro Cycling      | + 23 s          |
| 5.º | Michael Storer    | Team Sunweb         | + 47 s          |
| 6.º | Jesse Ewart       | Team Sapura Cycling | + 59 s          |
| 7.º | James Whelan      | EF Pro Cycling      | + 1 min 01 s    |
| 8.º | Jay Vine          | Nero Continental    | + 1 min 01 s    |
| 9.º | Thomas Lebas      | Kinan Cycling Team  | + 1 min 15 s    |
| 10.º | Robert Power      | Team Sunweb         | + 1 min 19 s    |

### 3.ª etapa
| Bright - Wangaratta | etapa escarpada | (178,1 km) |

| \| Clasificación de la etapa \| Clasificación de la etapa \| Clasificación de la etapa \| Clasificación de la etapa \| Clasificación de la etapa \| \| Ciclista \| Ciclista \| Equipo \| Tiempo \| \| \| ------------------------- \| ------------------------- \| ---------------------------------- \| ------------------------- \| ------------------------- \| \| 1.º \| Kaden Groves \| Mitchelton-Scott \| 4 h 07 min 27 s \| \| \| 2.º \| Alberto Dainese \| Team Sunweb \| + 0 s \| \| \| 3.º \| Mihkel Räim \| Israel Start-Up Nation \| + 0 s \| \| \| 4.º \| Moreno Hofland \| EF Pro Cycling \| + 0 s \| \| \| 5.º \| Michael Rice \| Hagens Berman Axeon \| + 0 s \| \| \| 6.º \| Michael Freiberg \| ARA Pro Racing Sunshine Coast \| + 2 s \| \| \| 7.º \| Hayden McCormick \| Black Spoke Pro Cycling Academy \| + 2 s \| \| \| 8.º \| Omer Goldstein \| Israel Start-Up Nation \| + 2 s \| \| \| 9.º \| Godfrey Slattery \| Korda Mentha Real Estate Australia \| + 2 s \| \| \| 10.º \| Samuel Jenner \| Team BridgeLane \| + 2 s \| \| |                  |                                    |                 |
| |                  |                                    |                 |
| |                  |                                    |                 |
| Clasificación de la etapa |                  |                                    |                 |
| Ciclista | Ciclista         | Equipo                             | Tiempo          |
| 1.º | Kaden Groves     | Mitchelton-Scott                   | 4 h 07 min 27 s |
| 2.º | Alberto Dainese  | Team Sunweb                        | + 0 s           |
| 3.º | Mihkel Räim      | Israel Start-Up Nation             | + 0 s           |
| 4.º | Moreno Hofland   | EF Pro Cycling                     | + 0 s           |
| 5.º | Michael Rice     | Hagens Berman Axeon                | + 0 s           |
| 6.º | Michael Freiberg | ARA Pro Racing Sunshine Coast      | + 2 s           |
| 7.º | Hayden McCormick | Black Spoke Pro Cycling Academy    | + 2 s           |
| 8.º | Omer Goldstein   | Israel Start-Up Nation             | + 2 s           |
| 9.º | Godfrey Slattery | Korda Mentha Real Estate Australia | + 2 s           |
| 10.º | Samuel Jenner    | Team BridgeLane                    | + 2 s           |

| \| Clasificación general \| Clasificación general \| Clasificación general \| Clasificación general \| Clasificación general \| \| Ciclista \| Ciclista \| Equipo \| Tiempo \| \| \| --------------------- \| --------------------- \| ---------------------------------- \| --------------------- \| --------------------- \| \| 1.º \| Jai Hindley \| Team Sunweb \| 9 h 50 min 30 s \| \| \| 2.º \| Damien Howson \| Mitchelton-Scott \| + 4 s \| \| \| 3.º \| Sebastian Berwick \| \| + 6 s \| \| \| 4.º \| Neilson Powless \| EF Pro Cycling \| + 23 s \| \| \| 5.º \| Michael Storer \| Team Sunweb \| + 47 s \| \| \| 6.º \| Jesse Ewart \| Team Sapura Cycling \| + 59 s \| \| \| 7.º \| James Whelan \| EF Pro Cycling \| + 1 min 08 s \| \| \| 8.º \| Jay Vine \| Nero Continental \| + 1 min 11 s \| \| \| 9.º \| Thomas Lebas \| Kinan Cycling Team \| + 1 min 15 s \| \| \| 10.º \| Rudy Porter \| Korda Mentha Real Estate Australia \| + 1 min 39 s \| \| |                   |                                    |                 |
| |                   |                                    |                 |
| |                   |                                    |                 |
| Clasificación general |                   |                                    |                 |
| Ciclista | Ciclista          | Equipo                             | Tiempo          |
| 1.º | Jai Hindley       | Team Sunweb                        | 9 h 50 min 30 s |
| 2.º | Damien Howson     | Mitchelton-Scott                   | + 4 s           |
| 3.º | Sebastian Berwick |                                    | + 6 s           |
| 4.º | Neilson Powless   | EF Pro Cycling                     | + 23 s          |
| 5.º | Michael Storer    | Team Sunweb                        | + 47 s          |
| 6.º | Jesse Ewart       | Team Sapura Cycling                | + 59 s          |
| 7.º | James Whelan      | EF Pro Cycling                     | + 1 min 08 s    |
| 8.º | Jay Vine          | Nero Continental                   | + 1 min 11 s    |
| 9.º | Thomas Lebas      | Kinan Cycling Team                 | + 1 min 15 s    |
| 10.º | Rudy Porter       | Korda Mentha Real Estate Australia | + 1 min 39 s    |

### 4.ª etapa
| Mansfield - Monte Buller | etapa de media montaña | (106,6 km) |

| \| Clasificación de la etapa \| Clasificación de la etapa \| Clasificación de la etapa \| Clasificación de la etapa \| Clasificación de la etapa \| \| Ciclista \| Ciclista \| Equipo \| Tiempo \| \| \| ------------------------- \| ------------------------- \| ------------------------- \| ------------------------- \| ------------------------- \| |          |        |        |
| |          |        |        |
| |          |        |        |
| Clasificación de la etapa |          |        |        |
| Ciclista | Ciclista | Equipo | Tiempo |

| \| Clasificación general \| Clasificación general \| Clasificación general \| Clasificación general \| Clasificación general \| \| Ciclista \| Ciclista \| Equipo \| Tiempo \| \| \| --------------------- \| --------------------- \| --------------------- \| --------------------- \| --------------------- \| |          |        |        |
| |          |        |        |
| |          |        |        |
| Clasificación general |          |        |        |
| Ciclista | Ciclista | Equipo | Tiempo |

### 5.ª etapa
| Melbourne - Melbourne | etapa llana | (89,1 km) |

| \| Clasificación de la etapa \| Clasificación de la etapa \| Clasificación de la etapa \| Clasificación de la etapa \| Clasificación de la etapa \| \| Ciclista \| Ciclista \| Equipo \| Tiempo \| \| \| ------------------------- \| ------------------------- \| ------------------------- \| ------------------------- \| ------------------------- \| |          |        |        |
| |          |        |        |
| |          |        |        |
| Clasificación de la etapa |          |        |        |
| Ciclista | Ciclista | Equipo | Tiempo |

## Clasificaciones finales
Las clasificaciones finalizaron de la siguiente forma:

### Clasificación general
| \| Clasificación general \| Clasificación general \| Clasificación general \| Clasificación general \| Clasificación general \| \| Ciclista \| Ciclista \| Equipo \| Tiempo \| \| \| --------------------- \| --------------------- \| --------------------- \| --------------------- \| --------------------- \| |          |        |        |
| |          |        |        |
| Fuente: ProCyclingStats |          |        |        |
| Clasificación general |          |        |        |
| Ciclista | Ciclista | Equipo | Tiempo |

### Clasificación de la montaña
| Clasificación de la montaña | Clasificación de la montaña | Clasificación de la montaña | Clasificación de la montaña | Clasificación de la montaña |
| Ciclista                    | Ciclista                    | Equipo                      | Puntos                      |                             |
| --------------------------- | --------------------------- | --------------------------- | --------------------------- | --------------------------- |

### Clasificación de los jóvenes
| Clasificación del mejor joven | Clasificación del mejor joven | Clasificación del mejor joven | Clasificación del mejor joven | Clasificación del mejor joven |
| Ciclista                      | Ciclista                      | Equipo                        | Tiempo                        |                               |
| ----------------------------- | ----------------------------- | ----------------------------- | ----------------------------- | ----------------------------- |

### Clasificación por equipos
| Clasificación por equipos | Clasificación por equipos | Clasificación por equipos | Clasificación por equipos |
| Equipo                    | Equipo                    | Tiempo                    |                           |
| ------------------------- | ------------------------- | ------------------------- | ------------------------- |

## Evolución de las clasificaciones
| Etapa                   | Vencedor                | Clasificación general | Clasificación por puntos | Clasificación de la montaña | Clasificación de los jóvenes | Clasificación por equipos |
| ----------------------- | ----------------------- | --------------------- | ------------------------ | --------------------------- | ---------------------------- | ------------------------- |
| 1.ª                     | Alberto Dainese         | Alberto Dainese       | Alberto Dainese          | no otorgado                 | Alberto Dainese              | EF                        |
| 2.ª                     | Jai Hindley             | Jai Hindley           | Benjamin Hill            | Jai Hindley                 | Sebastian Berwick            | Sunweb                    |
| 3.ª                     | Kaden Groves            | Jai Hindley           | Alberto Dainese          | Jai Hindley                 | Sebastian Berwick            | Sunweb                    |
| 4.ª                     | Jai Hindley             | Jai Hindley           | Benjamin Hill            | Jai Hindley                 | Sebastian Berwick            | Sunweb                    |
| 5.ª                     | Kaden Groves            | Jai Hindley           | Benjamin Hill            | Jai Hindley                 | Sebastian Berwick            | Sunweb                    |
| Clasificaciones finales | Clasificaciones finales | Jai Hindley           | Benjamin Hill            | Jai Hindley                 | Sebastian Berwick            | Sunweb                    |

## UCI World Ranking
El Herald Sun Tour otorgó puntos para el UCI World Ranking para corredores de los equipos en las categorías UCI WorldTeam, UCI ProTeam y Continental. Las siguientes tablas son el baremo de puntuación y los 10 corredores que obtuvieron más puntos:
| Posición              | 1.º | 2.º | 3.º | 4.º | 5.º | 6.º | 7.º | 8.º | 9.º | 10.º | 11.º | 12.º | 13.º-15.º | 16.º-25.º |
| Clasificación general | 125 | 85  | 70  | 60  | 50  | 40  | 35  | 30  | 25  | 20   | 15   | 10   | 5         | 3         |
| Por etapa             | 14  | 5   | 3   |     |     |     |     |     |     |      |      |      |           |           |
| Líder                 | 3   |     |     |     |     |     |     |     |     |      |      |      |           |           |

| Clasificación |                   |                                    |         |       |       |       |
| Posición      | Ciclista          | Equipo                             | General | Etapa | Líder | Total |
| ------------- | ----------------- | ---------------------------------- | ------- | ----- | ----- | ----- |
| 1.º           | Jai Hindley       | Sunweb                             | 125     | 28    | 9     | 162   |
| 2.º           | Sebastian Berwick | St George Continental              | 85      | 8     | -     | 93    |
| 3.º           | Damien Howson     | Mitchelton-Scott                   | 70      | 5     | -     | 75    |
| 4.º           | Neilson Powless   | EF                                 | 60      | -     | -     | 60    |
| 5.º           | Jay Vine          | Nero Continental                   | 50      | 3     | -     | 53    |
| 6.º           | Jesse Ewart       | Sapura                             | 40      | -     | -     | 40    |
| 7.º           | Michael Storer    | Sunweb                             | 35      | -     | -     | 35    |
| 8.º           | Kaden Groves      | Mitchelton-Scott                   | -       | 33    | -     | 33    |
| 9.º           | Thomas Lebas      | Kinan                              | 30      | -     | -     | 30    |
| 10.º          | Rudy Porter       | Korda Mentha Real Estate Australia | 25      | -     | -     | 25    |